# Zaki Boudar
Zaki Boudar, né le 6 mars 2002,, est un coureur cycliste algérien. Il participe à des compétitions sur route et sur piste.

## Biographie
Bon sprinteur, Zaki Boudar brille principalement dans des compétitions nationales en Algérie. Sur piste, il décroche deux médailles aux championnats d'Afrique en 2022, dans la vitesse par équipes et la course à l'américaine. Il termine également deuxième de la dernière étape du Tour du Bénin en 2024.

## Palmarès sur piste

### Championnats d'Afrique
- Abuja 2022
  -  Médaillé d'argent de la vitesse par équipes
  -  Médaillé de bronze de l'américaine

## Palmarès sur route
- 2018
  -  Médaillé d'argent de la course en ligne juniors aux championnats arabes